# Peter Sallis
Peter Sallis (Twickenham, Middlesex, 1921. február 1. – London, Northwood, 2017. június 2.) angol színész.

## Filmjei

### Mozifilmek
- Az orvos dilemmája (The Doctor's Dilemma) (1958)
- A bűnbak (The Scapegoat) (1959)
- Duplacsavar (Doctor in Love) (1960)
- Szombat este, vasárnap reggel (Saturday Night and Sunday Morning) (1960)
- A farkasember átka (The Curse of the Werewolf) (1961)
- A fontos személyek (The V.I.P.s) (1963)
- Egér a Holdon (The Mouse on the Moon) (1963)
- Drakula vérének íze (Taste the Blood of Dracula) (1970)
- Üvöltő szelek (Wuthering Heights) (1970)
- Az ásós gyilkos (The Night Digger) (1971)
- A lány szelleme (Full Circle) (1977)
- Ki öli meg Európa nagy konyhafőnökeit? (Who Is Killing the Great Chefs of Europe?)  (1978)
- Kubrick menet (Colour Me Kubrick: A True...ish Story) (2005)
- Wallace és Gromit és az elvetemült veteménylény (2005)

### Tv-filmek
- A vád tanúja (Witness for the Prosecution) (1982)
- Hotel Dili (Hotel!) (2001)
- Elhagyatva (Belonging) (2004)

### Tv-sorozatok
- Maigret (1962, egy epizódban)
- Ki vagy, doki? (Doctor Who) (1967, hat epizódban)
- Minden lében két kanál (The Persuaders!) (1971, egy epizódban)
- A bor nem válik vízzé (Last of the Summer Wine) (1973–2010, 295 epizódban)
- The Ghosts of Motley Hall (1976–1978, 15 epizódban)
- Leave It to Charlie (1978–1980, 26 epizódban)
- Meghökkentő mesék (Tales of the Unexpected) (1980, egy epizódban)
- Békavári uraság (The Wind in the Willows) (1984–1988, hang, 47 epizódban)
- Oh! Mr. Toad (1989–1990, hang, 14 epizódban)
- Holby Városi Kórház (Holby City) (2001, egy epizódban)
- Doktorok (Doctors) (2004, egy epizódban)
- Kingdom – Az igazak ügyvédje (Kingdom) (2009, egy epizódban)
- Wallace és Gromit